# 1022 w polityce

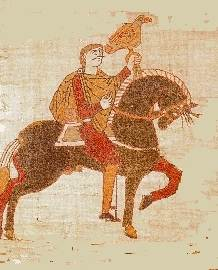
Harold II, król Anglii

Wydarzenia polityczne w 1022 roku.

## Wydarzenia
- Anund Jakub zostaje królem Szwecji[1].
- Proces i spalenie oskarżonych o herezję w Orleanie[2].

## Urodzili się
- Harold II, król Anglii (data przypuszczalna)[3].